# Creswell (Australie)
Pour les articles homonymes, voir Creswell.
HMAS Creswell est un site en bord de mer, propriété de la marine royale australienne, une partie de la Force de défense australienne, qui abrite le collège royal de la marine australienne (Royal Australian Naval College ou RANC), l'école de survie en mer et de sécurité sur les navires, l'escadrille Kalkara, le centre de tir Beecroft et un département administratif. 
Le commandant du centre de Creswell est le surintendant de la marine de la baie de Jervis, qui a aussi autorité pour la formation des élèves de la marine et la direction de l'entraînement de la marine australienne. 

## Emplacement
Creswell est situé  entre  la baie de Jervis et Greenpatch Point sur le Territoire de la baie de Jervis.

## Histoire
Le Parlement a choisi le site de Captain's Point dans le Territoire de la baie de Jervis sur la côte sud de la Nouvelle-Galles du Sud, près de Nowra, pour implanter l'école de formation de la marine, le 7 novembre 1911. Avant que le nouveau collège ne soit construit, l'école a été temporairement située à Osborne House, à Geelong. 
La construction des principaux édifices a été achevée en 1915. Les  logements des hauts fonctionnaires ont été conçus par John Smith Murdoch qui, plus tard, sera l'architecte en chef du Commonwealth australien et le concepteur de l'ancien Parlement, à Canberra. 
L'école a déménagé à Jervis Bay, le 10 février 1915 ; toutefois, elle fut transférée à Flinders Naval Depot, un centre d'entrainement de la marine situé près de Melbourne, en 1930 afin de réduire les coûts pendant la Grande Dépression. Pour réduire la surpopulation des lieux, l'école est revenue à Captain's Point en 1958. 
Le site de Captain's Point a été renommé Creswell en l'honneur de Sir William Rooke Creswell (en), un ancien officier de la marine de guerre coloniale, qui a joué un rôle important dans la formation de la marine australienne et y a servi de 1911 à 1919.